# Colcarteria
Genre
Colcarteria est un genre d'araignées aranéomorphes de la famille des Desidae.

## Distribution
Les espèces de ce genre sont endémiques de Nouvelle-Galles du Sud en Australie.

## Liste des espèces
Selon World Spider Catalog (version 17.0, 07/06/2016) :
- Colcarteria carrai Gray, 1992
- Colcarteria kempseyi Gray, 1992
- Colcarteria yessabah Gray, 1992

## Publication originale
- Gray, 1992 : New desid spiders (Araneae: Desidae) from New Caledonia and eastern Australia. Records of the Australian Museum, vol. 44, p. 253-262 (texte intégral).